# CHOAM
La CHOAM (acronimo di Combine Honnete Ober Advancer Mercantiles), nel fantascientifico Ciclo di Dune dello scrittore Frank Herbert, è una corporazione universale per lo sviluppo commerciale, del quale detiene il monopolio, controllata dall'Imperatore e dalle Grandi Case, con la Gilda spaziale e il Bene Gesserit come soci silenziosi.

## Prodotti
Uno dei più famosi prodotti che commercia e da cui trae enormi profitti è il melange che si estrae sul pianeta Arrakis e che permette i viaggi spaziali. Per questo motivo si presume che Herbert si sia ispirato all'OPEC (il cartello dei Paesi produttori di petrolio) per descrivere il potere economico detenuto dalla CHOAM. La Casa Atreides, assurta al potere imperiale, ne conquisterà la maggioranza azionaria assoluta con il 50%+1 dei titoli riuscendo così ad assicurarsene il controllo. La CHOAM è la principale corporazione che promuove lo sviluppo tecnologico nell'Universo, nei rigidi limiti imposti dai dettami del Jihad Butleriano che impedisce l'uso di computer e robot.

## Significato dell'acronimo
L'acronimo della CHOAM apparentemente è privo di significato, ma in realtà è formato da varie parole provenienti dall'inglese (Combine, Advancer, che significano rispettivamente Concordato e Avanzamento, inteso come espansione o crescita), dal francese (Honnete e Mercantiles, rispettivamente Onesto e Commerciale) e dal tedesco (Ober, ovvero Comandante o Coordinatore). Riuniti, questi termini formano una frase che può essere interpretata nel seguente modo: "Concordato Onesto Coordinatore della Espansione Commerciale".  